# Österhaninge IF
Österhaninge IF är en idrottsförening från Handen i Haninge kommun i Södermanland/Stockholms län, bildad den 5 november 1950 i Österhaninge kyrkskola i dåvarande Österhaninge landskommun. Föreningen är sedan lång tid tillbaka en renodlad friidrottsförening, mest bemärkt genom de tidigare världsrekordinnehavarna Kjell Isaksson och Ricky Bruch.

## Friidrott
Friidrottsverksamheten bedrevs inledningsvis på Gålö IP och Haningevallen i Vendelsö men bedrivs sedan 1970-talet på Torvalla IP i Handen. Österhaninge har vunnit 90 SM-guld fördelat på friidrott 17, pulpulation 8 och parasport 65. Inom parasport vann rullstolsåkaren Rolf Johansson silver vid paralympiska spelen 1980 i Sovjetunionen. Under åren 1985-1997 ingick ÖIF i Södertörns FF, som var en gemensam junior- och seniorförening tillsammans med Hanvikens SK, Nynäshamns IF och Ösmo GIF.

### Kända Öifare
- Janne Dahlgren (höjdhopp)
- Kjell Isaksson (världsrekordinnehavare i stavhopp)
- Ricky Bruch (världsrekordinnehavare i diskus)
- Sören Tallem (kulstötning)

## Övriga idrotter
Tidigare har det funnits separata sektioner för fotboll, gång, handboll och handikappidrott men även bandy, gymnastik, ishockey och volleyboll har funnits på programmet. Handbollslaget nådde som bäst division II och fotbollslaget division IV.  Fotbollssektionen sammanslogs den 18 januari 1987 med Jordbro SK och Handens SK i Haninge FF.